# Dinah de La Baudraye
Dinah de La Baudraye, née en 1807 Dinah Piédefer, est un personnage de La Comédie humaine d'Honoré de Balzac. 
D'origine protestante, elle est élevée à Bourges dans le pensionnat des demoiselles de Chamarolles, fréquenté par la meilleure noblesse. Elle n'a que douze ans à la mort de son père. Sa famille est très fortunée, en particulier son oncle, Silas Piédefer, qui fait d'elle son héritière.
Dès 1823, elle se convertit au catholicisme par ambition, pour obtenir l'appui de l'évêque de Bourges. En 1823, elle épouse Polydore Milaud de La Baudraye, être chétif et laid, mais puissant, et qui lui permet à Sancerre d'occuper une position de « reine » (La Muse du département). Elle tient salon, mène grand train en ville et dans son château d'Anzy. Elle entretient une cour d'admirateurs qu'elle charge d'apprécier ses écrits. Car Dinah se prend pour George Sand, elle écrit sous le pseudonyme masculin de Jan Diaz.
Mais son amie d'enfance, Anna Grossetête, devenue baronne de Fontaine à Paris, vient lui rendre visite. Et Dinah trouve soudain sa vie terne et sans intérêt.
En 1836, elle élargit son salon à deux intellectuels parisiens, Horace Bianchon et Étienne Lousteau. Il s'ensuit une liaison avec ce dernier qu'elle suit à Paris.
De 1837 à 1839, Lousteau la rend très malheureuse et lui fait deux fils que Polydore Milaud de La Baudraye reconnaîtra par la suite. Elle écrit en même temps Un prince de la bohème, manuscrit qu'elle soumet pour appréciation à Raoul Nathan.
Mais bientôt, lasse de la lâcheté et des dettes d'Étienne Lousteau, elle charge monsieur de Clagny d'aménager une réconciliation avec son mari. Elle donne un dernier dîner d'adieu au Rocher de Cancale avant de retourner dans son fief en 1842.
En 1843, pour remercier son mari de sa bienveillance, elle lui donne une nouvelle héritière[réf. nécessaire].
Prototype : Caroline Marbouty.
Pour les références, voir :